# Connangles

Connangles este o comună în departamentul Haute-Loire, Franța. În 2009 avea o populație de 136 de locuitori.